# Pant-y-Saer

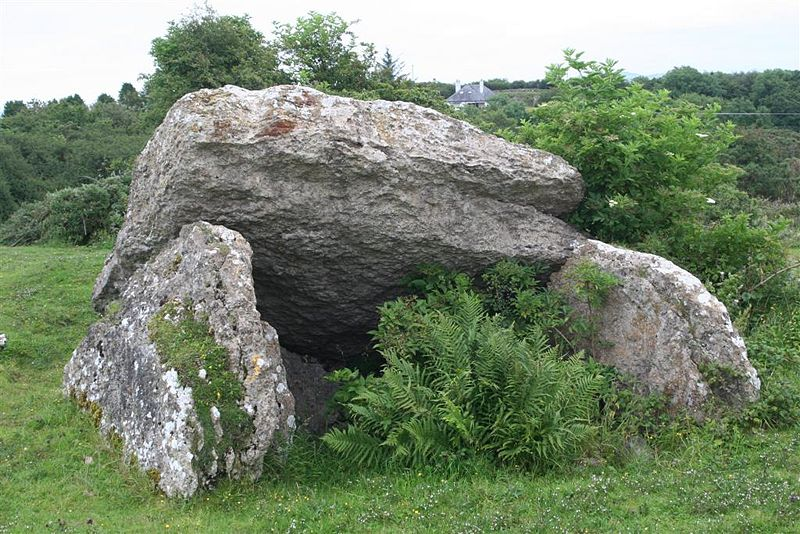
Pant-y-Saer

Der neolithische Dolmen Pant-y-Saer liegt auf einem Hügel westlich von Benllech in Llanfair Mathafarn Eithaf auf der Insel Anglesey in Wales. 
Die Kammer der unter Schutz gestellten Anlage eines nicht bestimmbaren Typs ist zusammengebrochen und der massive Deckstein von etwa 3,0 × 3,0 m und einer Dicke von 0,5 m liegt an einem Ende auf dem Boden. Das andere Ende wird von zwei aufrechten Steinen gestützt. Diese haben runde Oberseiten, die zum Abrutschen des Decksteins beigetragen haben könnten. Die Basis der Kammer wurde in das Grundgestein geschnitten. Die Kammer war ursprünglich mit einem Cairn bedeckt, von dem Spuren erhalten sind. 
Die Ausgrabungen haben gezeigt, dass der Cairn an der Vorderseite von einer Mauer gefasst und auf der Rückseite möglicherweise verlängert wurde. Es gab angrenzend an den nördlichen aufrechten Stein einen Vorhof und die Platzierung eines Gefäßes auf der anderen Seite deutet darauf hin, dass dies die Frontseite der Struktur war. 
Bei Untersuchungen der Kammer im Jahr 1875 wurden Überreste von zwei Personen gefunden. Die Untersuchungen von 1912 und 1933 zeigten, dass die Kammer eine untere Ebene hatte, auf der die Überreste von 54 Personen beiderlei Geschlechts und aller Altersgruppen, darunter neun Neugeborene gefunden wurden. Die Körper wurden wahrscheinlich sukzessiv eingebracht.
In der Nähe liegen das Goosehouse und das Kammergrab von Glyn.